# Jarden Džerbiová
Jarden Džerbiová (* 8. července 1989 Kfar Saba) je bývalá izraelská zápasnice–judistka, bronzová olympijská medailistka z roku 2016.

## Sportovní kariéra
S judem začínala v 6 letech v Netanji. Připravovala se pod vedením Šani Herška. V izraelské ženské reprezentaci se pohybovala od roku 2009 v polostřední váze. V roce 2012 se kvalifikovala na olympijské hry v Londýně, ale v izraelské nominaci musela ustoupit zkušenější Elis Šlezingrové. V roce 2013 došlo mezi ní a Šlezingrovou k neshodám o post reprezentační jedničky v polostřední váze, kterou její rivalka vyřešila startem za jinou zemi. V témže roce získala jako první reprezentant Izraele v judu titul mistryně světa.
V roce 2016 se kvalifikovala na olympijské hry v Riu. Ve čtvrtfinále podlehla domácí Brazilce Marianě Silvaové, ale přes opravy se probojovala do boje o třetí místo. V zápase s Japonkou Miku Taširovou se hned v úvodní minutě ujala vedení na juko po technice curikomi-goši a vzápětí připadala wazari za kontrachvat o-uči-gaeši. Bodový náskok udržela do konce hrací doby a získala bronzovou olympijskou medaili. Sportovní kariéru ukončila v roce 2017. Věnuje se trenérské a politické práci.

### Vítězství
- 2009 - 1x světový pohár (Belo Horizonte)
- 2012 - 1x světový pohár (Taškent)
- 2013 - 2x světový pohár (Baku, Moskva)
- 2014 - 3x světový pohár (Taškent, Astana, Čching-tao)
- 2016 - 1x světový pohár (Havana)

## Výsledky
| Turnaj             | 2004 | 2005  | 2006  | 2007             | 2008             | 2009             | 2010             | 2011             | 2012             | 2013             | 2014             | 2015             | 2016             |
| Turnaj             | 15   | 16    | 17    | 18               | 19               | 20               | 21               | 22               | 23               | 24               | 25               | 26               | 27               |
| Turnaj             |      | lehká | lehká | polostřední váha | polostřední váha | polostřední váha | polostřední váha | polostřední váha | polostřední váha | polostřední váha | polostřední váha | polostřední váha | polostřední váha |
| ------------------ | ---- | ----- | ----- | ---------------- | ---------------- | ---------------- | ---------------- | ---------------- | ---------------- | ---------------- | ---------------- | ---------------- | ---------------- |
| Olympijské hry     | —    |       |       |                  | —                |                  |                  |                  | —                |                  |                  |                  | 3.               |
| Mistrovství světa  |      | —     |       | —                |                  | —                | 7.               | úč.              |                  | 1.               | 2.               | 5.               |                  |
| Evropské hry       |      |       |       |                  |                  |                  |                  |                  |                  |                  |                  | 3.               |                  |
| Mistrovství Evropy | —    | —     | —     | —                | —                | —                | —                | 5.               | 2.               | 3.               | úč.              | 3.               | 5.               |
| ME do 23 let       | —    | —     | —     | —                | —                | —                | —                | —                |                  |                  |                  |                  |                  |
| MS juniorů         | —    |       | úč.   |                  | úč.              |                  |                  |                  |                  |                  |                  |                  |                  |
| ME juniorů         | —    | —     | 7.    | —                | 3.               |                  |                  |                  |                  |                  |                  |                  |                  |
| ME dorostenců      | úč.  | úč.   |       |                  |                  |                  |                  |                  |                  |                  |                  |                  |                  |